# Mataruge (okręg raski)
Mataruge (cyr. Матаруге) – wieś w Serbii, w okręgu raskim, w mieście Kraljevo. W 2011 roku liczyła 442 mieszkańców.